# گیورگ فون براون
گیورگ فون براون (انگلیسی: Georg von Braun؛ ۲۱ مارس ۱۸۸۶ – ۲۳ اوت ۱۹۷۲) سوارکار اهل سوئد بود.
وی در مسابقات کشوری و بین‌المللی در مجموع برندهٔ ۱ مدال طلا شده‌است.